# Мичко Микола Іванович
Мичко Микола Іванович — український політик. Народився 17.04.1948 р. в с. Денисковичі, Новозибківського району, Брянської області, Росія в селянській сім'ї.

## Життєпис
Освіта вища, закінчив Харківський юридичний інститут (1971–1976); кандидатська дисертація «Проблеми організації роботи апарату обласної прокуратури» (Національна юридична академія України, 1995); докторська дисертація «Проблеми функцій і організаційного устрою прокуратури України» (Національна юридична академія України ім. Ярослава Мудрого).
У 1967 р. — вантажник вугілля шахти № 5 м. Ждановка Донецької обл.
У 1967-1969 рр. — служба в армії.
У 1969-1975 рр. — різальник труб Харцизького трубного з-ду.
У 1975-1980 рр. — старший слідчий, помічник прокурора, заступник прокурора м. Харцизька.
У 1980-1984 рр. — прокурор м. Шахтарська.
У 1984-1991 рр. — начальник відділу загального нагляду прокуратури Донецької області.
У 1991-1997 рр. — заступник прокурора, перший заступник прокурора Донецької області.
У 1997-1998 р. — професор кафедри права Донецької державної академії управління.

## Державна діяльність
У 1998—2002 рр. — народний депутат України 3 скликання. Член фракції «Громада» (05.1998-03.1999), член фракції «Батьківщина» (03.1999-10.2000), член фракції СДПУ(О) (з 10.2000). Заступник голови Комітету з питань національної безпеки і оборони (з 07.1998). Член Тимчасової спеціальної комісії ВР України з питань дотримання органами державної влади і місцевого самоврядування та їх посадовими особами, Центральною виборчою комісією норм виборчого законодавства під час підготовки і проведення виборів Президента України (з 06.1999).
У 04.2002 р. — кандидат в народні депутати України, самовисування.
Віце-президент Асоціації айкідо айкікай України (з 2000).

## Нагороди та відзнаки
Державний радник юстиції 3 класу. Почесний працівник прокуратури України (2001). Дійсний член Міжнародної кадрової академії (2000). Заслужений юрист України (06.2001).
Нагороджений орденами «За трудові досягнення» IV ст, Св. князя Володимира III ст, медаллю «За сумлінну службу» II ст, Золотою медаллю «За досягнення в науці». Орден «За заслуги» III ступеня (10.2008).

## Науковий доробок
Автор понад 30 наукових праць, зокрема монографій:
- Прокуратура України: роль і місце в системі державної влади» (1999),
- Теоретичні та практичні проблеми організації роботи в апараті обласної прокуратури» (2000),
- «Функції та організаційний устрій прокуратури» (2001),
- книги «Я звинувачую» (1998),

Навчальних посібників:
- «Прокурорський нагляд в Україні» (1995),
- «Організація роботи органів прокуратури» (1997),
- «Зразки актів по загальному нагляду» (1995),
- «Прокуратура України, Росії та США» (2000) та ін.

## Наукове звання
Доктор юридичних наук.